# Хремонидова война
Хремонидовата война (на старогръцки: Χρεμωνίδειος πόλεμος), по името на атинския политик Хремонид, се води от 267 до 261 г. пр. Хр. (според алтернативна хронология от 268 до 262 г. пр. Хр.) между коалиция от гръцки държави начело със Спарта и Атина, от една страна, и Македония, от друга. Въпреки поддръжката за съюзниците от Египет, македонският цар Антигон Гонат удържа победа и затяга контрола си над Южна Елада.

## Начало
Войната е продиктувана от стремежа на Атина (антимакедонската партия в града начело с Хремонид и брат му Главкон) да се отърси от зависимостта, произтичаща от контрола на Антигон Гонат (и преди него – на баща му Деметрий Полиоркет) върху ключовото за икономиката на града пристанище Пирея. От своя страна Спарта в лицето на амбициозния си цар Арей се стреми да си върне господстващото положение в Пелопонес – амбиция, неосъществима докато македонците владеят Коринт и с него провлака, свъзрзващ полуострова с материка.
Макар и традиционни противници, Атина и Спарта се обединяват срещу Антигон. Подкрепят ги много полиси от Елида, Ахея, части от Аркадия и Крит. Съюзниците получават материална и военна подкрепа от египетския владетел Птолемей ІІ Филаделф, който иска да отслаби Македония и така да си гарантира господството в Егейско море. На страната на Антигон Гонат воюват няколко гръцки държавици – Аргос, Месения, части от Аркадия.

## Развой
През 267 г. пр. Хр. Антигон Гонат обсажда въстаналата Атина. Обсадата се изразява в поредица от нападения по суша и по море (за което македонският цар наема пирати), целящи да нарушат снабдяването на града. В помощ на атиняните Птолемей ІІ изпраща към Атика боен флот, но действията му са половинчати и неефективни. От своя страна, спартанците правят три опита да пробият македонските укрепления в истмуса край Коринт. При третия от тях през 265 г. пр. Хр. загива спартанският цар Арей. Спарта е окончателно неутрализирана с гибелта на неговия син и наследник Акротат в битка с македонските съюзници от Мегалополис в Аркадия през 263 г. пр. Хр.
Войната взема закратко неблагоприятен за Антигон обрат към 263 г. пр. Хр. Тогава епирският цар Александър ІІ решава да се възползва от заетостта на македонския владетел в южна Гърция и нахлува в Македония. Първоначално Антигон е разбит, но скоро след това македонците начело със сина му Деметрий удържат пълна победа над епиротите.
Изолирани и заплашени от глад, през 261 (или още през 262) г. пр. Хр. атиняните капитулират.
Вероятно към края на Хремонидовата война се състои голямо морско сражение край остров Кос, в което Антигон побеждава флотата на Птолемей ІІ (датата не е сигурна, поради оскъдността на историческите извори).

## Последици
В резултат от войната Македония засилва още повече властта си над Атина. Някои от противниците ѝ в града са екзекутирани, а други са прокудени. За известно време македонският цар лично подбира атинските стратези. Македонски гарнизони са разположени не само в Пирея и други стратегически крепости в Атика, но и на хълма Музейон в самата Атина. Македонската опека продължава още три десетилетия, до края на Деметриевата война.
Спарта също е отслабена, но в Централна Гърция се засилва друго предизвикателство за македонското господство – запазилият неутралитет през Хремонидовата война Етолийски съюз.